# 上野伊三郎
上野 伊三郎（うえの いさぶろう、1892年（明治25年）12月9日 - 1972年（昭和47年）5月23日）は、建築家。ブルーノ・タウトとの関係で知られる。

## 概要
1892年京都府生まれ。祖父は京都の宮大工、父・伊助は上野工務店を経営していた。宮大工の修業をしていたが東京へ出て、早稲田大学高等予科理工科を経て早稲田大学理工学部建築学科で学び、1922年（大正11年）に卒業。ドイツのシャルロッテンブルク工科大学、オーストリアのウィーン大学へ留学し、ヨーゼフ・ホフマンのウィーン工房に入所（1924年）。ここで所員の工芸家・リチ（Felice Lizzi Rix、1893年 - 1967年）と出会い、結婚する。
1925年に帰国。1926年、京都で上野建築事務所を開設（リチ夫人は同年来日し、美術工芸部主任）。1927年、本野精吾（京都高等工芸学校教授）、伊藤正文（大阪市建築課）らとともに日本インターナショナル建築会を結成し、会長を務める。外国会員としてホフマン、タウト、メンデルゾーン、ベーレンス、グロピウス、アウト、リートフェルトを迎える。1929年、機関誌『インターナショナル建築』を創刊し、モダニズムの普及に努める。1933年、会の活動を停止。
ナチスの迫害を受けて来日したタウトの世話をした。1933年5月3日、敦賀港でタウトを迎え、翌日（タウトの誕生日）桂離宮を拝観。タウトが大阪朝日新聞社や東京帝国大学で講演を行った際に通訳を務めた。母校の早稲田大学へタウトを講師に迎えるよう交渉したがうまくいかなかったようである。その後も修学院離宮や比叡山延暦寺、伊勢神宮などへタウトを案内している。これらの見聞はタウトの著作（『ニッポン』など）に結実したが、日本では設計の機会もほとんどなく、思うような地位を得られなかった。タウトはしばらく高崎で活動するが、1936年、トルコから大学教授に迎えられ、日本を離れた。
1936年、タウトの紹介で高崎の群馬県工芸研究所所長に就任（1939年まで）。その後、再び事務所を開設。
第2次世界大戦後、1963年まで京都市立美術大学の教授として後進を育てた（リチも同校で教授を務めた）。1963年、夫人とともにインターナショナルデザイン研究所（後にインターナショナル美術専門学校、京都インターアクト美術学校）を設立。1967年、リチ夫人に先立たれる。1972年に京都で死去。

## 評価
タウトの紹介者としては知られていたが、2006年に夫妻の作品、図面などが京都国立近代美術館に寄贈され、2009年に「上野伊三郎＋リチ コレクション展」が開催された。また『インターナショナル建築』の復刻版が刊行された。
建築の実作品はほとんど知られていないが、2008年、住宅作品（高津邸、1934年）がDOCOMOMO JAPAN選定 日本におけるモダン・ムーブメントの建築に選定された。

## 著作
- 『西洋建築史図集』（淀屋書店、1930年）
- 『ヨセフ ホフマン』（彰国社、1955年）

翻訳
- ブルーノ・タウト『現代の建築』（育生社、1948年）